# Soulèvement indigène de 1990 en Équateur
Le soulèvement indigène de 1990 en Équateur est un mouvement social impliquant principalement les peuples indigènes de l'Équateur. Le mouvement a eu lieu du 4 au 10 juin 1990, quelques jours avant les élections générales du 17 juin 1990. Ce mouvement marque une rupture dans l'histoire du mouvement indigène en Équateur, propulsant la Confédération des nationalités indigènes de l'Équateur (CONAIE) et son bras politique le Pachakutik au premier plan de la scène politique équatorienne.
Le soulèvement a été très intense dans sept provinces andines (Azuay, Cañar, Chimborazo, Bolívar, Cotopaxi, Tungurahua, Imbabura). Il s'est traduit par des incendies, des blocages de routes et des dizaines d'arrestations de manifestants indigènes. Les manifestants ont quant à eux pris en otage une douzaine de militaires. L'Église Catholique s'est caractérisée par un rôle de médiation dans ce conflit.
Parmi les revendications du mouvement, on peut citer la réforme agraire pour redistribuer les terres appartenant aux haciendas, le blocage des prix pour les produits de première nécessité, ou la suppression des impôts fonciers municipaux.